# 7/27
7/27 ist das zweite Studioalbum der US-amerikanischen Girlgroup Fifth Harmony, das im Mai 2016 erschien.

## Entstehung und Veröffentlichung
Die Erstveröffentlichung von 7/27 erfolgte am 27. Mai 2016 bei Epic und Syco Records. Die Band kündigte den Titel, das Cover und das Erscheinungsdatum des Albums am 25. Februar 2016 auf Instagram an. Das Album sollte zunächst am 20. Mai 2016 erscheinen, jedoch wurde die Veröffentlichung am 22. April 2016 um eine Woche auf den 27. Mai 2016 verschoben. Das Album erschien in seiner Originalausführung als CD und Download mit zehn Titeln (Katalognummer: 88985303022). Am gleichen Tag erschien auch eine Deluxeversion mit den Bonustiteln Dope und No Way (Katalognummer: 88985310772). In Irland und dem Vereinigten Königreich wurde die Deluxeversion zusätzlich um den Titel Worth It erweitert. In Japan wurde sie um die Titel 1000 Hands und Big Bad Wolf erweitert (Katalognummer: SICP-4775). Am 8. Juli 2016 erschien erstmals eine LP-Ausführung (Katalognummer: 88985317641).
Geschrieben und produziert wurden die Lieder von verschiedenen wechselnden Autoren und Produzenten, darunter namhafte wie Kygo oder auch Lukas Loules. Von den Fifth-Harmony-Mitgliedern war keine selbst an der Produktion beteiligt. Der Albumtitel bezieht sich auf den 27. Juli 2012, den Tag an dem die Gruppe Fifth Harmony bei The X Factor gegründet wurde.

## Stil
Bereits im Februar 2016 kündigte die Band an, dass 7/27 auch die verletzliche Seite der fünf Frauen zeige und dass der musikalische Stil des Albums mehr in die Richtung des Souls und des Contemporary R&B gehe.

## Titelliste
| #   | Titel                                   | Autoren | Länge |
| --- | --------------------------------------- | --- | ----- |
| 1.  | That’s My Girl                          | Tinashe Kachingwe, Alexander Kronlund, Lukas Loules                                                                      | 3:24  |
| 2.  | Work from Home (mit Ty Dolla $ign)      | Tyrone Griffin Jr., Alexander Izquierdo, Joshua Coleman, Jude Demorest, Dallas Koehlke                                   | 3:36  |
| 3.  | The Life                                | Tinashe Kachingwe, Alexander Kronlund, Lukas Loules                                                                      | 3:20  |
| 4.  | Write on Me                             | Stargate, Kygo, Priscilla Renea Hamilton, Simon Wilcox                                                                   | 3:39  |
| 5.  | I Lied                                  | James Abrahart, James Wong, Oliver Peterhof, Izquierdo, Jordan Johnsn, Marcus Lomax, Stefan Johnson, Clarence Coffee Jr. | 3:23  |
| 6.  | All In My Head (Flex) (mit Fetty Wap)   | Ally Brooke Hernandez, Normani Kordei, Dinah Jane Hansen, Lauren Jauregui, Camila Cabello, Willie Maxwell                | 3:30  |
| 7.  | Squeeze                                 | Stargate, Kygo, Priscilla Renea Hamilton, Simon Wilcox, Nolan Lambroza                                                   | 3:33  |
| 8.  | Gonna Get Better                        | Adidja Palmer, Linton Timajae White, Mario Antonia Dunwell                                                               | 3:36  |
| 9.  | Scared of Happy                         | Cass Lowe, BloodPop, Stargate                                                                                            | 3:23  |
| 10. | Not That Kinda Girl (mit Missy Elliott) | Melissa Elliott, Negin Djaferi, Jared Cotter, Aaron Pearce                                                               | 3:11  |
|     | Deluxe-Edition                          | |       |
| 11. | Dope                                    | Jack Antonoff, Julia Michaels, Justin Tranter                                                                            | 3:32  |
| 12. | No Way                                  | Victoria Monét | 2:56  |
|     | UK Deluxe-Edition                       | |       |
| 13. | Worth It                                | Priscilla Renea, Mikkel S. Eriksen, Tor Erik Hermansen, Ori Kaplan                                                       | 3:05  |
|     | Japanische Deluxe-Edition               | |       |
| 13. | Big Bad Wolf                            | Evan Kidd Bogart, Coffee, Andrew Goldstein, Eman T. Kiriakou                                                             | 3:19  |
| 14. | 1000 Hands                              | Adam Waldman, Jason Boyd, Georgia Ku                                                                                     | 3:20  |

## Singleauskopplungen
Die erste Single des Albums, Work from Home, wurde gemeinsam mit dem dazugehörigen Musikvideo am 26. Februar 2016 veröffentlicht. Als Gastmusiker ist auch Ty Dolla $ign in dem Song zu hören. Die Single erreichte ihre Höchstposition auf Platz 1 in Kroatien, den Niederlanden und Neuseeland, während sie im Vereinigten Königreich Platz 2 und in Deutschland Platz 7 belegte. Des Weiteren erhielt der Song Gold- und Platinauszeichnungen, darunter unter anderem Gold in Deutschland.
Als zweite Single des Albums wurde All In My Head (Flex) mit Fetty Wap am 31. Mai 2016 veröffentlicht. Der Song belegte in Neuseeland auf Platz 8 seine höchste Position. Das Musikvideo zu der Single erschien am 23. Juni 2016.
Als Promosingles wurden The Life am 24. März 2016 und Write on Me am 5. Mai 2016 veröffentlicht. Zu letzterer wurde am 6. Mai 2016 ein Musikvideo bei Vevo eingestellt.
Singles in den Charts
| Jahr | Titel                 | Höchstplatzierung, Gesamtwochen, AuszeichnungChartplatzierungen (Jahr, Titel, , Platzierungen, Wochen, Auszeichnungen, Anmerkungen) | Höchstplatzierung, Gesamtwochen, AuszeichnungChartplatzierungen (Jahr, Titel, , Platzierungen, Wochen, Auszeichnungen, Anmerkungen) | Höchstplatzierung, Gesamtwochen, AuszeichnungChartplatzierungen (Jahr, Titel, , Platzierungen, Wochen, Auszeichnungen, Anmerkungen) | Höchstplatzierung, Gesamtwochen, AuszeichnungChartplatzierungen (Jahr, Titel, , Platzierungen, Wochen, Auszeichnungen, Anmerkungen) | Höchstplatzierung, Gesamtwochen, AuszeichnungChartplatzierungen (Jahr, Titel, , Platzierungen, Wochen, Auszeichnungen, Anmerkungen) | Anmerkungen                                                                       |
| Jahr | Titel                 | DE | AT | CH | UK | US | Anmerkungen                                                                       |
| ---- | --------------------- | --- | --- | --- | --- | --- | --------------------------------------------------------------------------------- |
| 2016 | Work from Home        | DE7 ×3Dreifachgold · (31 Wo.)DE | AT9 Gold · (28 Wo.)AT | CH7 (38 Wo.)CH | UK2 ×3Dreifachplatin · (37 Wo.)UK                                                                                                   | US4 ×5Fünffachplatin · (34 Wo.)US                                                                                                   | Erstveröffentlichung: 26. Februar 2016 feat. Ty Dolla Sign; Verkäufe: + 9.795.000 |
| 2016 | The Life              | — | — | — | UK97 (1 Wo.)UK | — | Erstveröffentlichung: 24. März 2016                                               |
| 2016 | All in My Head (Flex) | — | — | — | UK25 Gold · (17 Wo.)UK | US24 Platin · (18 Wo.)US | Erstveröffentlichung: 31. Mai 2016 feat. Fetty Wap; Verkäufe: + 1.160.000         |
| 2016 | That’s My Girl        | — | — | — | UK26 Platin · (13 Wo.)UK | US73 Gold · (3 Wo.)US | Erstveröffentlichung: 27. September 2016 Verkäufe: + 1.190.000                    |

## Tournee
Vom 22. Juni 2016 bis zum 4. November 2016 stellen Fifth Harmony das Album bei ihrer The 7/27 Tour in Nord- und Südamerika sowie in Europa vor.

## Kommerzieller Erfolg

### Chartplatzierungen
| ChartsChartplatzierungen       | Höchstplatzierung | Wochen |
| ------------------------------ | ----------------- | ------ |
| Deutschland (GfK)              | 41 (1 Wo.)        | 1      |
| Österreich (Ö3)                | 34 (1 Wo.)        | 1      |
| Schweiz (IFPI)                 | 23 (1 Wo.)        | 1      |
| Vereinigte Staaten (Billboard) | 4 (40 Wo.)        | 40     |
| Vereinigtes Königreich (OCC)   | 6 (7 Wo.)         | 7      |

| ChartsJahrescharts (2016)      | Platzierung |
| ------------------------------ | ----------- |
| Vereinigte Staaten (Billboard) | 80          |

### Auszeichnungen für Musikverkäufe
| Land/Region                  | Auszeichnungen für Musikverkäufe (Land/Region, Auszeichnung, Verkäufe) | Verkäufe  |
| ---------------------------- | ---------------------------------------------------------------------- | --------- |
| Brasilien (PMB)              | 3× Platin                                                              | 120.000   |
| Dänemark (IFPI)              | Gold                                                                   | 10.000    |
| Frankreich (SNEP)            | Gold                                                                   | 50.000    |
| Kanada (MC)                  | Platin                                                                 | 80.000    |
| Mexiko (AMPROFON)            | Platin                                                                 | 60.000    |
| Neuseeland (RMNZ)            | Platin                                                                 | 15.000    |
| Polen (ZPAV)                 | Gold                                                                   | 10.000    |
| Singapur (RIAS)              | Gold                                                                   | 5.000     |
| Taiwan (RIT)                 | Gold                                                                   | 5.000     |
| Vereinigte Staaten (RIAA)    | Platin                                                                 | 1.000.000 |
| Vereinigtes Königreich (BPI) | Gold                                                                   | 100.000   |
| Insgesamt                    | 6× Gold · 7× Platin ·                                                  | 1.455.000 |